# 6764 Kirillavrov
A 6764 Kirillavrov (ideiglenes jelöléssel 1981 TM3) a Naprendszer kisbolygóövében található aszteroida. Ljudmila Ivanovna Csernih fedezte fel 1981. október 7-én.